# Handel Medallion
L'Handel Medallion è un premio americano assegnato dalla città di New York. È il più alto riconoscimento della città dato alle persone per il loro contributo alla vita intellettuale e culturale della città.

## Istituzione
Il premio fu rilasciato per la prima volta nel 1959 a Virginia Portia Royall Inness-Brown, in occasione del 200º anniversario della morte di Georg Friedrich Händel (1685-1759), il compositore barocco tedesco-britannico, noto per le sue opere, oratori, inni e concerti per organo. Il premio fu istituito dal sindaco di New York Robert F. Wagner Jr.

## Vincitori del premio
| Anno | Destinatario                                                    | Note              |
| ---- | --------------------------------------------------------------- | ----------------- |
| 1959 | Virginia Portia Royall Inness-Brown (1901–1990)                 |                   |
| 1964 | Sidney Poitier (1927–)                                          | [ 2 ]             |
| 1965 | Joseph B. Martinson (1914–1970)                                 | [ 3 ] [ 4 ]       |
| 1966 | David Sarnoff, Justino Diaz, e Lionel Hampton                   | [ 1 ] [ 5 ] [ 6 ] |
| 1967 | Richard Rodgers (1902–1979), William Schuman                    |                   |
| 1968 | Janet D. Schenck                                                | [ 7 ]             |
| 1969 | Claire Raphael Reis                                             |                   |
| 1970 | Martha Graham, George Balanchine, Aaron Copland, Alice Tully    |                   |
| 1971 | Joseph Papp                                                     |                   |
| 1972 | Harold Arlen, Charlie Chaplin, Elia Kazan, Dizzy Gillespie      | [ 8 ]             |
| 1973 | Duke Ellington, Melissa Hayden, Lincoln Kirstein, Beverly Sills |                   |
| 1974 | Oratorio Society of New York                                    | [ 9 ]             |
| 1975 | Joshua Logan                                                    | [ 10 ]            |
| 1976 | George Abbott, Margot Fonteyn, Agnes de Mille, Jerome Robbins   |                   |
| 1977 | Marian Anderson, Leonard Bernstein                              | [ 11 ] [ 12 ]     |
| 1978 | Elliott Carter                                                  |                   |
| 1980 | Marilyn Horne                                                   | [ 13 ]            |
| 1981 | Lena Horne                                                      |                   |
| 1982 | John Lennon                                                     |                   |
| 1985 | Leontyne Price                                                  |                   |
| 1986 | Alexandra Danilova, Antony Tudor                                |                   |
| 1988 | Alvin Ailey                                                     | [ 14 ]            |
| 1989 | Charles Wadsworth                                               |                   |
| 1993 | Robert Merrill, Arthur Mitchell                                 |                   |
| 1997 | Skitch Henderson (1918–2005)                                    | [ 15 ]            |
| 1999 | Merce Cunningham                                                |                   |
| 2002 | Licia Albanese, Roberta Peters                                  |                   |
| 2011 | Stephen Sondheim                                                | [ 16 ]            |

### Anni sconosciuti
- Ivan Davis
- Justino Díaz
- Geraldine Fitzgerald
- Benny Goodman
- Gary Graffman
- Kitty Carlisle Hart

- Robert Joffrey
- Vincent La Selva
- Jaime Laredo
- Yehudi Menuhin
- Renata Tebaldi
- Peter Wilhousky